# Mediolan-San Remo 2007
98. edycja Mediolan-San Remo odbyła się 24 marca 2007. Wyścig rozegrano na trasie o długości 294 km, a czas przejazdu zwycięzcy wyniósł blisko 7 godzin. Triumfatorem po sprincie z peletonu został po raz drugi Hiszpan Oscar Freire. 

## Wyniki
| M-ce | Imię i nazwisko     | Kraj              | Drużyna                            | Czas         |
| ---- | ------------------- | ----------------- | ---------------------------------- | ------------ |
| 1.   | Oscar Freire        | Hiszpania         | Rabobank                           | 6h 43min 50s |
| 2.   | Allan Davis         | Australia         | Discovery Channel Pro Cycling Team | + 0.00       |
| 3.   | Tom Boonen          | Belgia            | Quick Step-Innergetic              | + 0.00       |
| 4.   | Robbie McEwen       | Australia         | Predictor-Lotto                    | + 0.00       |
| 5.   | Stuart O’Grady      | Australia         | Team CSC                           | + 0.00       |
| 6.   | Erik Zabel          | Niemcy            | Team Milram                        | + 0.00       |
| 7.   | Gabriele Balducci   | Włochy            | Acqua & Sapone-Caffè Mokambo       | + 0.00       |
| 8.   | Alessandro Petacchi | Włochy            | Team Milram                        | + 0.00       |
| 9.   | Vicente Reynes      | Hiszpania         | Caisse d'Epargne-Illes Balears     | + 0.00       |
| 10.  | Robert Hunter       | Południowa Afryka | Barloworld                         | + 0.00       |